# إميل غيلبرت
إميل غيلبرت (بالفرنسية: Émile Jacques Gilbert)‏ (و. 1793 – 1874 م) هو مهندس معماري، من فرنسا، ولد في باريس، توفي في باريس، عن عمر يناهز 81 عاماً.

## التعليم
تعلم في المدرسة الوطنية للفنون الجميلة.

## أعمال بارزة
من أهم أعماله:
- Mazas Prison.

## جوائز
حصل على جوائز منها:
- جائزة روما.